# Lobbyregister für die Interessenvertretung gegenüber dem Deutschen Bundestag und der Bundesregierung
Das Lobbyregister für die Interessenvertretung gegenüber dem Deutschen Bundestag und gegenüber der Bundesregierung ist ein zum 1. Januar 2022 eingeführtes Lobbyregister auf Bundesebene in Deutschland.

## Zweck
Das Lobbyregister soll ermöglichen, Strukturen und Inhalte der Einflussnahme durch Interessenvertretungen auf die politischen Willensbildungs- und Entscheidungsprozesse nachzuvollziehen. Es soll erkennbar machen, wer in wessen Interesse mit welchem Budget und mit welchen Argumenten gegenüber dem Deutschen Bundestag oder gegenüber der Bundesregierung Einfluss auf politische Entscheidungen nehmen will.
Interessenvertretungen müssen Angaben zu ihrer Organisation bzw. Person zu veröffentlichen.

## Geschichte
Das Lobbyregister wurde durch das Gesetz zur Einführung eines Lobbyregisters für die Interessenvertretung gegenüber dem Deutschen Bundestag und gegenüber der Bundesregierung (Lobbyregistergesetz) vom 16. April 2021 vom 20. Deutschen Bundestag beschlossen (BGBl. 2021 I S. 818) und trat am 1. Januar 2022 in Kraft. Es löste die per Beschluss des Bundestages vom 21. September 1972 eingeführte Öffentliche Liste über die Registrierung von Verbänden und deren Vertretern ab.

## Registerführung
Das Lobbyregister ist elektronisch beim Deutschen Bundestag eingerichtet. Als Die registerführende Stelle (RfS) ist das Referat ZR 4 (Lobbyregister) der Verwaltung des Deutschen Bundestages innerhalb der Unterabteilung ZR (Recht) tätig.

## Einträge
Aus dem am 24. März 2025 vorgelegten Bericht der registerführenden Stelle in der Bundestagsverwaltung „über die Führung des Registers im Zeitraum 1. Januar 2022 bis 31. Dezember 2024“ geht hervor, dass es in einer Woche (Montag bis Sonntag) durchschnittlich 21.912 Zugriffe auf die Internetseite des Lobbyregisters gab. Von den in diesen Zugriffen enthaltenen 9.107 Downloads von Dateien in bezogen sich etwa 87 Prozent auf von den Interessenvertretungen bereitgestellte Dokumente. Im Berichtszeitraum bis 31. Dezember 2024 wurden 7.164 erstmalige Einträge im Lobbyregister veröffentlicht; das Register enthielt zum Ende des Berichtszeitraums etwa 42.000 unterschiedliche Eintragsversionen. Die Zahl der namentlich im Register eingetragenen Personen lag am 31. Dezember 2024 bei 26.998. Die Summe der Mittelwerte der jährlichen finanziellen Aufwendungen im Bereich der Interessenvertretung lag im Geschäftsjahr 2024 bei 910.578.000 Euro.

## Ordnungswidrigkeiten
Von der Einführung 2022 bis Ende März 2025 sind 20 Ordnungswidrigkeitenverfahren eingeleitet worden. Elf davon wurden wieder eingestellt, in fünf Fällen laufen die Ermittlungen noch. Viermal gab es Geldbußen zwischen 495 Euro und 5.500 Euro. Letztere verhängte der Bundestag 2024 gegen den Deutschen Fischerei-Verband, der sich nicht ins Register eingetragen hatte, da er sich als Arbeitgeberverband sieht. Diese sind wie Kirchen und Gewerkschaften von dem verpflichtenden Eintrag in das Lobbyregister ausgenommen.